# 苏巷镇
苏巷镇，是中华人民共和国安徽省滁州市明光市下辖的一个乡镇级行政单位。

## 行政区划
苏巷镇下辖以下地区：
苏巷村、戴巷村、吉庄村、王岗村、牛郢村和潘庄村。